# Sarath Fonseka
Gardihewa Sarath Chandralal Fonseka (ur. 18 grudnia 1950, Ambalangoda) – lankijski generał, dowódca armii w latach 2005–2009, szef sztabu obrony w 2009, jeden z głównych autorów zwycięstwa nad Tamilskimi Tygrysami w 2009. Kandydat w wyborach prezydenckich w 2010.

## Młodość
Sarath Fonseka urodził się w 1950 w mieście Ambalangoda w Prowincji Południowej. W latach 1958–1965 kształcił się w miejscowej szkole Dharmasoka College, a następnie w Ananda College (1966-1969) w Kolombo. Jako sportowiec, reprezentował swój kraj i wojsko w pływaniu i piłce wodnej. W 1979 poślubił Anomę Indumathi Munasinghe, z którą ma dwie córki: Apsarę i Aparnę.

## Kariera wojskowa
5 lutego 1970, w wieku 20 lat, Fonseka zaciągnął się do wojska. 1 czerwca 1971 został mianowany podporucznikiem. Uczestniczył w szeregu szkoleń i kursów wojskowych, m.in. w brytyjskim Royal College of Defence Studies oraz Infantry Officers Advanced Course w USA, a także w kilku krajach Azji. W 1992 podjął inspekcję wojskową w Iranie. W wojsku zajmował różne stanowiska. Był podpułkownikiem 1. Batalionu Lankijskiego Regimentu Sinha, a w 1993 pułkownikiem 23. Brygady w Polonnaruwie. W grudniu 1993 awansował na stopień brygadiera. 
W lutym 1998 został mianowany na dwugwiazdkowy stopień generała majora. W latach 1998–2000 dowodził 22. Dywizją w Trikunamalai. W 2000 oraz w latach 2002-2003 był Dowódcą Sił Zbrojnych w Kwaterze w Dżafnie. Od 2003 do 2004 stał na czele Sił Ochotniczych Armii Sri Lanki. Od lipca do grudnia 2004 był zastępcą Szefa Sztabu Armii Sri Lanki. W grudniu 2005 został awansowany do trzygwiazdkowego stopnia generała. Od 6 grudnia 2005 do 15 lipca 2009 zajmował stanowisko Dowódcy Armii, w tym od 18 maja 2009 w randze Dowódcy Szefa Sił Zbrojnych. 15 lipca 2009 objął funkcję Szefa Sztabu Obrony. 
Generał Fonseka dał się poznać jako sprawny przywódca wojskowy, uczestniczył w szeregu akcji militarnych w czasie walk z Tamilskimi Tygrysami. W 1991 uczestniczył w operacjach Balawegaya i Jayasikuru, które doprowadziły do zdobycia miejscowości Mankulam oraz ochrony bazy Elephant Pass. Jego 6. Batalion Lankijskiego Regimentu Sinha odparł wówczas atak tamilskich bojowników. W 1993 Fonseka został ranny w czasie operacji Yaldewee. W 1993, jako pułkownik, dowodził operacją uwolnienia lankijskich żołnierzy znajdujących się pod oblężeniem w Dżafnie. W grudniu 1995 przeprowadził operację Rivirea, która doprowadziła do odbicia Dżafny z rąk Tamilskich Tygrysów. W 2000 wojska dowodzone przez Fonsekę stawiały mocny opór siłom tamilskim w bazie wojskowej Elephant Pass, jednak ostatecznie zostały pokonane i zmuszone do wycofania się. 
25 kwietnia 2006 stał się celem ataku ze strony Tamilskich Tygrysów. Ataku bombowego dokonała ciężarna kobieta, zamachowiec-samobójca, która dostała się do bazy wojskowej udając od dłuższego czasu pacjentkę wojskowego szpitala, otwartego również dla cywili. W wyniku ataku Fonseka został ranny, a śmierć poniosło 9 osób. Samobójczyni zdetonowała ładunek w chwili przejazdu limuzyny Fonseki na wojskową ceremonię religijną. Generał został natychmiast przetransportowany do szpitala w bazie wojskowej, następnie do szpitala w Kolombo i skierowany na leczenie do Singapuru, po czym w lipcu 2006 powrócił do obowiązków. 
18 maja 2009, po 26 latach wojny domowej, armia pod jego dowództwem ostatecznie rozbiła i odniosła zwycięstwo nad Tamilskimi Tygrysami. 
12 listopada 2009 generał Fonseka zrezygnował ze stanowiska Szefa Sztabu Obrony i złożył dymisję na ręce prezydenta Mahindy Rajapakse. Przyczyną ustąpienia był konflikt z prezydentem wokół wkładu i zasług obu stron w zakończenie wojny domowej na Sri Lance. Prezydent przyjął dymisję. Według komentarzy, rezygnacja Fonseki miała stanowić pierwszy krok do starań i walki o prezydenturę kraju. Pierwotnie chciał, by jego dymisja weszła w życie z dniem 1 grudnia 2009, jednakże administracja prezydenta zaleciła mu niezwłocznie opuszczenie urzędu i 16 listopada 2009 mianowała jego następcę na stanowisku.

## Działalność polityczna
Po opuszczenia stanowisk wojskowych, Fonseka rozważał udział w rozpisanych przez prezydenta Rajapakse wcześniejszych wyborach prezydenckich w 2010 i ostatecznie 29 listopada 2009 zdecydował się na start. W swoim przemówieniu skrytykował rząd za ograniczanie wolności i mediów oraz przeciąganie procesu asymilacji uchodźców wojennych. Stwierdził, że władze nie potrafiły przywrócić normalności w kraju. Zobowiązał się do zreformowania uprawnień wykonawczych głowy państwa w ciągu sześciu miesięcy, przeprowadzenia wyborów parlamentarnych i uchwalenia nowej konstytucji, gwarantującej zasady demokracji, sprawiedliwości społecznej i wolności mediów. Jego kandydaturę poparła główna partia opozycyjna, Zjednoczona Partia Narodowa (United National Party), opozycyjna partia komunistyczna, Janatha Vimukthi Peramuna (Ludowy Front Wyzwolenia) oraz główna reprezentacja Tamilów, Tamilski Sojusz Narodowy (Tamil National Alliance).
W wyborach prezydenckich 26 stycznia 2010 zdobył 40,2% głosów poparcia, przegrywając o 1,8 mln głosów z prezydentem Rajapaksą (57,8%). Odrzucił jednak wyniki wyborów, oskarżając władze o fałszerstwa i prowadzenie nieuczciwej kampanii wyborczej. Zaapelował o anulowanie wyników i zapowiedział ich zaskarżenie.
Po wyborach rząd oskarżył go o wyjawienie wrażliwych informacji wojskowych oraz planowanie zamachu stanu i zabójstwa prezydenta Rajapakse i jego rodziny. Fonseka odrzucił zarzuty, lecz władze uniemożliwiły mu opuszczenie kraju. 29 stycznia 2010 wojsko wtargnęło i zajęło siedzibę jego sztabu wyborczego. 8 lutego 2010 został aresztowany w swoim biurze w Kolombo przez siły wojskowe pod oficjalnym zarzutem „popełnienia przestępstw wojskowych”. Jego zatrzymanie wywołało kilkudniowe zamieszki w Kolombo. 16 marca rozpoczął się jego proces przed sądem wojskowym, w którym odpowiadał za zaangażowanie w działalność polityczną w czasie pełnienia służby w armii. Proces na wniosek obrony został odroczony do początku kwietnia 2010. Następnego dnia rozpoczął się drugi proces, w którym odpowiadał za złamanie wojskowych procedur dotyczących zaopatrzenia. Proces ten został z kolei odroczony bezterminowo. Fonseka odrzucił wszelkie oskarżenia pod swoim adresem, oznajmiając że jego zatrzymanie i zarzuty były politycznie motywowane i miały na celu uniemożliwienie mu startu w wyborach parlamentarnych w kwietniu 2010. Na początku kwietnia 2010 oba procesy zostały ponownie odroczone.
W wyborach parlamentarnych, pomimo zatrzymania, stanął na czele sformowanej przez Janatha Vimukthi Peramuna koalicji Demokratyczny Sojusz Narodowy (Democratic National Alliance, DNA), kandydując z pierwszego miejsca w okręgu Kolombo. Uzyskał mandat parlamentarny. 22 kwietnia 2010 został na krótko zwolniony z aresztu, by wziąć udział w inauguracyjnym posiedzeniu nowo wybranego parlamentu.
18 listopada 2011 został skazany przez sąd w Kolombo na 3 lata więzienia. Wyrok został ogłoszony za zarzucenie w wywiadzie ministrowi obrony Gotabhayi Rajapaksie, że nakazał zabicie Tamilskich Tygrysów poddających się wojskom rządowym w trakcie ostatniej bitwy wojny domowej. Po pogodzeniu się z prezydentem, Fonseka został uwolniony z aresztu w trzecią rocznicę zwycięstwa nad Tamilami.